# Lista de sionistas
Essa é uma lista de sionistas, que reúne pessoas que desempenharam papéis importantes na definição, desenvolvimento histórico e crescimento do movimento sionista moderno:

## A-B
- Sarah Aaronsohn (1890–1917), nascida e falecida na Síria Otomana (hoje Israel), fez parte da rede de espionagem judaica Nili (trabalhando para os britânicos).
- Gershon Agron (1890–1959), nascido no Império Russo (Ucrânia), imigrou para a Palestina durante a Primeira Guerra Mundial quando lutava na Legião Judaica e fundou o The Jerusalem Post.
- Abba Ahimeir (1897–1962), nascido no Império Russo (Bielorrússia), imigrou para o Mandato Britânico da Palestina, c.1924, onde contribuiu com o Sionismo Revisionista.
- Sholem Aleichem (1859–1916) nasceu no Império Russo (Ucrânia), partiu para Nova York após testemunhar os pogroms de 1905; defendeu o sionismo em seus escritos.
- Shulamit Aloni (1928–2014), nascido na Polônia, atuou no movimento juvenil sionista, e depois se tornou um político israelense.
- Chaim Arlosoroff (1899–1933), nascido em Romny, Império Russo (Ucrânia), foi líder do Yishuv durante o Mandato Britânico na Palestina.
- David Baazov (1883–1947), nascido em Tskhinvali, Império Russo (Geórgia/Ossétia do Sul), foi uma figura pública e religiosa envolvida no movimento sionista na Geórgia/República Socialista Soviética da Geórgia.
- Meir Bar-Ilan (1880–1949), nascido em Volozhin, Império Russo (Bielorrússia), foi rabino e líder dos sionistas religiosos (Partido Religioso Nacional).
- Shulamit Bat-Dori (1904–1985), nascido no Império Russo (Polônia), migrou para o Mandato da Palestina em 1923, onde foi dramaturgo e fundou o teatro do kibutz.
- Menachem Begin (1913–1992), nascido no Império Russo (Bielorrússia), foi líder do grupo militante Irgun e primeiro-ministro de Israel.
- David Ben-Gurion (1886–1973), nascido na Polônia do Congresso (então Império Russo), foi fundador e primeiro primeiro-ministro de Israel.
- Mordechai Bentov (1900–1985), nascido no Império Russo (Polônia), imigrou para o Mandato da Palestina em 1920, foi um dos fundadores do movimento kibutz e mais tarde um político israelense.
- Eliezer Ben-Yehuda (1858–1922), nascido na província de Vilna (Império Russo), foi um lexicógrafo e revivalista da língua hebraica.
- Hugo Bergmann (1883–1975) nasceu na Áustria-Hungria e imigrou para a Palestina em 1920.
- Max Bodenheimer (1865–1940), advogado de origem alemã e associado de Theodor Herzl, estabeleceu-se na Palestina em 1935.
- Dov Ber Borochov (1881–1917), nascido em Zolotonosha (Império Russo/Ucrânia), foi um filólogo da língua iídiche e participou da fundação do partido Poale Zion.
- Max Brod (1884–1968), nascido em Praga (então na Boêmia), foi um ativista sionista desde 1912, estabeleceu-se no Mandato da Palestina em 1939.

## C–H
- Rachel Cohen-Kagan (1888–1982), nascida em Odessa, foi ativista e política israelense.
- Abba Eban (1915–2002), nascido na África do Sul, foi ativista do movimento da Juventude e da Organização Sionista Mundial, mais tarde político israelense.
- Albert Einstein (1879–1955), nascido no Império Alemão, foi cientista e apoiou o movimento sionista.
- Israel Eldad (1910–1996), sionista revisionista nascido na Galícia, seguidor de Ze'ev Jabotinsky.
- Mary Fels (1863–1953), filantropa alemã/americana, foi georgista, sufragista e sionista.
- Paul Friedmann (1840–c. 1900), filantropo alemão, fundou a curta colônia de Midian como um refúgio seguro para judeus russos.
- Nahum Goldmann (1895–1982), nascido em Vishnevo, Império Russo, foi fundador e presidente do Congresso Sionista Mundial.
- Shulamit Goldstein (1914–2011), nascido na Ucrânia, foi um militante clandestino e membro do Irgun. [1]
- Romana Goodman (1885–1955), nascida na Polônia, foi cofundadora da Federação de Mulheres Sionistas em 1918.[2]
- A. D. Gordon (Aaron David Gordon, 1856–1922), nascido no Império Russo, foi um sionista trabalhista/prático, fundou o Hapoel Hatzair.
- Uri Zvi Greenberg (1896–1981), poeta galego nascido na atual Ucrânia, escrevendo em iídiche e hebraico, foi um sionista trabalhista e mais tarde sionista revisionista.
- Dov Gruner (1912–1947), húngaro de origem, ativo no Mandato da Palestina, foi membro do grupo paramilitar Irgun.
- Ahad Ha'am (1856–1927), nascido no Império Russo, foi sionista cultural.
- Theodor Herzl (1860–1904), nascido no Império Austríaco, foi o fundador do movimento político sionista moderno.
- Arthur Hertzberg (1921–2006), rabino nascido na Polônia, viveu nos Estados Unidos e foi um estudioso do sionismo.
- Moses Hess (1812–1875), filósofo francês, foi um sionista trabalhista.

## J–R
- Ze'ev Jabotinsky (1880–1940), nascido no Império Russo (hoje Ucrânia), publicitário, foi o líder do sionismo revisionista.
- Senta Josephtal (1912–2007), nascido na Alemanha, juntou-se ao movimento HaBonim em 1933, imigrou para a Palestina em 1938, e se tornou um político israelense.
- Zvi Hirsch Kalischer (1795–1874), rabino ortodoxo alemão (prussiano), foi um dos primeiros protossionistas no país.
- Berl Katznelson (1887–1944), nascido na atual Bielorrússia, fundou a Histadrut (sindicato judeu) na Palestina durante o mandato britânico
- Abraham Isaac Kook (1865–1935), nascido no Império Russo (hoje Letônia), foi sionista religioso, rabino-chefe de Jerusalém e mais tarde da Palestina durante o período do Mandato Britânico
- Saul Raphael Landau (1870–1943), advogado polonês, foi um jornalista e ativista sionista.
- Moshe Leib Lilienblum (1843–1910), nascido no Império Russo (Lituânia), foi um estudioso, defensor inicial do restabelecimento dos judeus na Palestina.
- Emma Levine-Talmi [3] (1905–2004), nascida no Império Russo (Polônia); mudou-se para o Mandato da Palestina em 1924, mais tarde tornou-se política israelita.
- Golda Meir (1898–1978), nascida no Império Russo (Ucrânia), mudou-se para o Mandato da Palestina em 1921, foi primeira-ministra de Israel.
- Samuel Mohilever (1824–1898), nascido no Império Russo (Bielorrússia) foi sionista religioso e um dos fundadores do Hovevei Zion
- Max Nordau (1849–1923), nascido no Império Austríaco (Hungria), ajudou a fundar a Organização Sionista (mais tarde Organização Sionista Mundial).
- Erna Patak (1871–1955), nascida na Áustria, foi ativista dos direitos das mulheres.
- Leon Pinsker (1821–1891), nascido no Império Russo (Polônia), foi fundador e líder do Hovevei Zion.
- Ruth Popkin (1913–2015), liderou a Hadassah e o Fundo Nacional Judaico.
- Haviva Reik (1914–1944), paraquedista nascido no Reino da Hungria (Eslováquia), foi membro da unidade secreta Palmach (força de elite da Haganah) no Mandato da Palestina.
- Isaac Rülf (1831–1902), rabino nascido em Hesse-Kassel (Alemanha), defendeu um lar judaico na Palestina e chamou atenção para os perigos do antissemitismo alemão.
- Arthur Ruppin (1876–1943), nascido no Império Alemão (Prússia), mudou-se para a Palestina em 1907 e organizou a imigração judaica
- Pinhas Rutenberg (1879–1942), nascido no Império Russo (Ucrânia), engenheiro e ativista, estabeleceu-se na Palestina Obrigatória em 1919.

## S–Z
- Solomon Schechter (1847–1915), nascido no Principado da Moldávia (hoje Romênia), foi um rabino e porta-voz do sionismo dentro do judaísmo conservador.
- Moshe Sharett (1894–1965), nascido no Império Russo (Ucrânia), radicou-se na Palestina Otomana em 1906, onde foi jornalista e ativista, mais tarde político israelense.
- Abraham Stern (1907–1942), nascido no Império Russo (Polônia), imigrou para a Palestina em 1925, foi um dos líderes do grupo militante Irgun e Lehi (às vezes conhecido como "gangue de Stern")
- Sun Yat-sen (1866-1925), revolucionário e político chinês, fundador da República da China, foi apoiador do sionismo.
- Nachman Syrkin (também conhecido como Nahum Syrkin, 1868–1924), nascido no Império Russo (Bielorrússia), foi fundador do sionismo trabalhista.
- Hannah Szenes (1921–1944), nascida na Hungria, migrou para o Mandato Britânico da Palestina, foi ativa na Haganah e paraquedista do SOE britânico.
- Henrietta Szold (1860–1945), foi uma líder sionista e fundadora da Hadassah, a Organização Sionista Feminina da América.
- Bernice Tannenbaum (1913–2015), foi ativista da Hadassah.
- Joseph Trumpeldor (1880–1920), nascido no Império Russo, ajudou a fundar o Zion Mule Corps e auxiliou na imigração judaica para a Palestina.
- Menachem Ussishkin (1863–1941), nascido no Império Russo (Bielorrússia), foi líder do Fundo Nacional Judaico.
- Chaim Weizmann (1874–1952), nascido no Império Russo (Bielorrússia), foi bioquímico, fundador do sionismo sintético e primeiro presidente de Israel.
- Felix Weltsch (1884–1964), nascido na Boêmia (República Tcheca), foi um bibliotecário, filósofo, autor, editor, publicador e jornalista envolvido com o jornal sionista Selbstwehr (autodefesa).
- Robert Weltsch (1891–1982), nascido em Praga (então Áustria-Hungria, atual República Tcheca), foi jornalista e editor ativo no Brit Shalom.
- Orde Wingate (1903–1944), foi um oficial não judeu do exército britânico que treinou a Haganah.
- L. L. Zamenhof (1859–1917), nascido em Białystok (então no Império Russo, hoje Polônia), foi oftalmologista e criou o Esperanto, brevemente ativo como líder e fundador do capítulo local do Hovevei Zion.
- Israel Zangwill (1864–1926), autor britânico, sionista cultural envolvido na Organização Territorial Judaica.
- A. L. Zissu (1888–1956), escritor e industrial romeno, sionista religioso.
- Baruch Zuckerman (1887–1970), sionista americano-israelense, defensor do Yad Vashem.